# Circo de Moscou

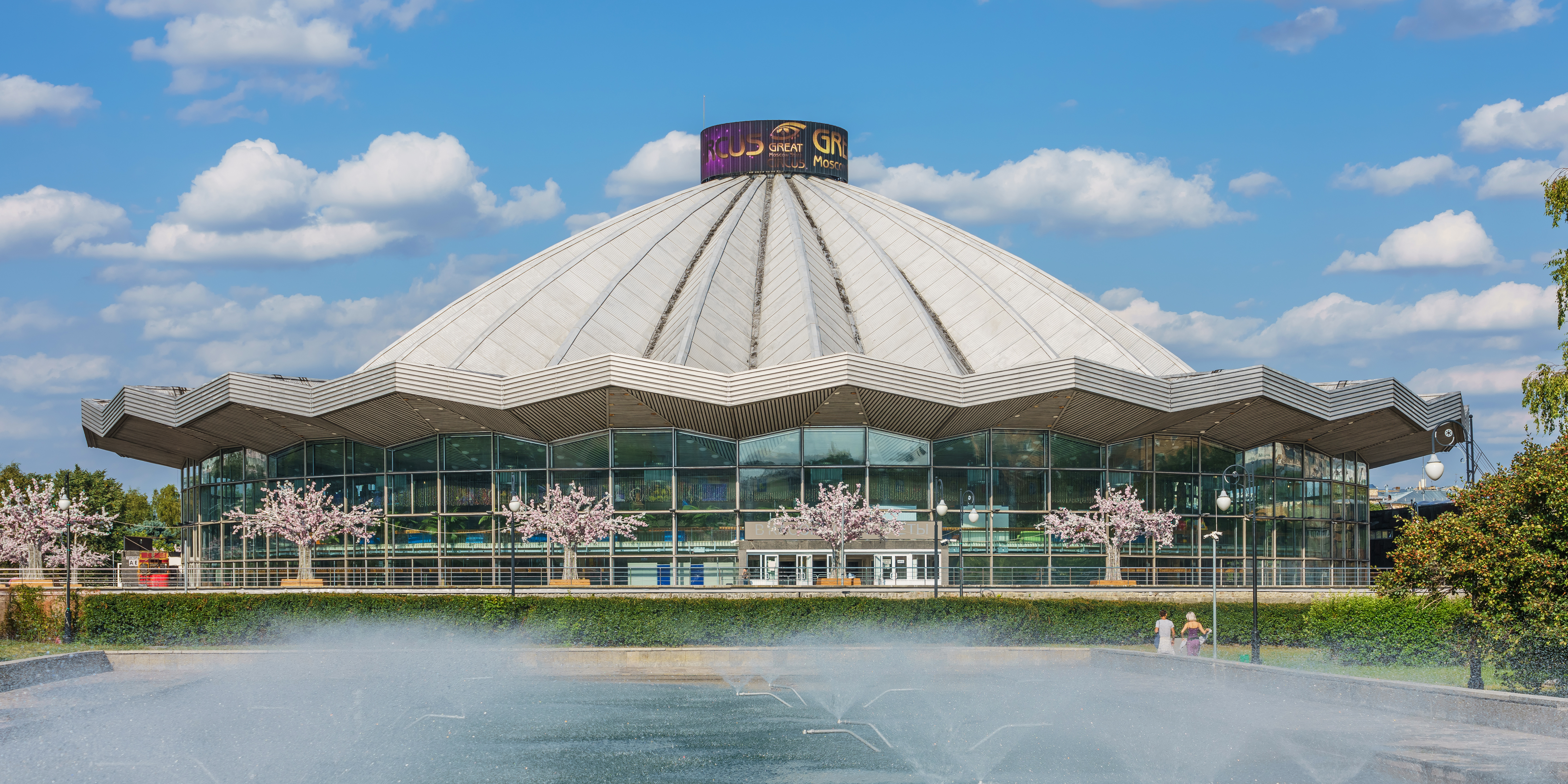
Edifício do circo

O Circo de Moscou é um circo da capital russa Moscou e foi inaugurado em 30 de abril de 1971. O Circo de Moscou foi projetado e construído por um grupo dos arquitetos e por coordenadores sob a liderança de I. Belopolsky.